# Тёпловский сельсовет (Липецкая область)
Тёпловский сельсовет — сельское поселение в Данковском районе Липецкой области Российской Федерации.
Административный центр — село Тёплое.

## История
Статус и границы сельского поселения установлены Законом Липецкой области от 23 сентября 2004 года № 126-ОЗ «Об установлении границ муниципальных образований Липецкой области»

## Население
| 2012 | 2013 | 2014 | 2015 | 2016 | 2017 | 2018 |
| ---- | ---- | ---- | ---- | ---- | ---- | ---- |
| 726  | ↘715 | ↘698 | ↘678 | ↘662 | ↘642 | ↘630 |
| 2021 |      |      |      |      |      |      |
| ↘614 |      |      |      |      |      |      |

## Состав сельского поселения
| № | Населённый пункт | Тип населённого пункта       | Население |
| - | ---------------- | ---------------------------- | --------- |
| 1 | Кобяково         | деревня                      | 0         |
| 2 | Круглое          | село                         | ↘51       |
| 3 | Тёплое           | село, административный центр | ↘716      |

### Упразднённые населённые пункты
- Соколики — упразднённая в 2001 году деревня[11].